# Jean Buridan
Jean Buridan (tiếng Pháp: [byʁidɑ̃]; tiếng Latinh: Johannes Buridanus; c. 1301 – c. 1359/62) là một triết gia người Pháp có ảnh hưởng ở thế kỷ XIV.
Trong toàn bộ sự nghiệp của mình, Buridan là một giảng viên phân khoa nghệ thuật tại Đại học Paris, người đặc biệt tập trung vào logic và các tác phẩm của Aristotle. Buridan đã gieo mầm Cách mạng Copernic ở châu Âu. Ông đã phát triển khái niệm động lực, bước đầu tiên hướng tới khái niệm quán tính hiện đại và là bước phát triển quan trọng trong lịch sử khoa học thời trung cổ. Tên của ông ấy được đặt cho thí nghiệm giả tượng được gọi là Con lừa của Buridan, nhưng thí nghiệm này không xuất hiện trong các tác phẩm còn tồn tại của ông.